# Burni Kaladah
Burni Kaladah är ett berg i Indonesien.   Det ligger i provinsen Aceh, i den västra delen av landet, 1 600 km nordväst om huvudstaden Jakarta. Toppen på Burni Kaladah är 1 106 meter över havet.
Terrängen runt Burni Kaladah är kuperad åt sydväst, men åt nordost är den bergig. Runt Burni Kaladah är det mycket glesbefolkat, med 7 invånare per kvadratkilometer. I omgivningarna runt Burni Kaladah växer i huvudsak städsegrön lövskog.